# 王毅 (水球运动员)
王毅（1987年7月29日—），山东青岛人，中国女子水球运动员，亦為中國國家女子水球隊成員，司職外线。

## 生平
王毅7歲時被送到青岛市体校，跟随教练史丽丽接受游泳訓練；10歲在全国少年游泳分区赛上取得了第二名，一年後又在山东省青少年游泳锦标赛上取得了蝶泳冠軍。2001年，因為山東隊中缺乏教練，王毅便轉到了广西队，跟随教练吴纪才。在教练建议下改练水球。
2007年，参加世界青年水球錦標賽，協助中國隊奪得亞軍。
2008年代表中国队出战中国北京举行的奥林匹克运动会女子水球比赛夺得第五名
2010年11月，代表中國出戰廣州亞運會女子水球比賽項目，奪得金牌。
2011年7月，代表中國出戰上海舉行的世界游泳錦標賽女子水球比賽項目，創下國家隊歷來最好的成績奪得銀牌。
2012年，代表中国出戰英國倫敦舉行的奥林匹克运动会女子水球比賽夺得第五名。

## 外部連結
- 中國體育代表團成員名錄 - 王毅 （页面存档备份，存于）